# Sègre-Ter
1813–1814
Entités précédentes :
- Département de Sègre
- Département de Ter

Entités suivantes :
- Royaume d'Espagne
- Andorre

Le département de Sègre-Ter est un ancien département français situé sur l'actuel territoire de l'Espagne et de la Catalogne, ainsi que de l'Andorre, qui existe de 1813 à 1814, dont le chef-lieu est la ville de Gérone.

## Histoire
Le département est constitué le 7 mars 1813 par fusion des départements du Sègre et du Ter, en même temps que le département des Bouches-de-l'Èbre-Montserrat.
La fusion est établie par décret. Toutefois, ce décret n'étant pas publié au Bulletin des lois, le statut juridique du département reste incomplet.
Après la reconquête de la Catalogne par les Espagnols, il est officiellement supprimé le 10 mars 1814.

## Préfet
| Période | Période | Identité                      | Fonction précédente                                                                                                 | Observation                                                                                      |
| ------- | ------- | ----------------------------- | --- | ------------------------------------------------------------------------------------------------ |
| 1813    | 1814    | Prudence-Guillaume de Roujoux | Polytechnicien Sous-préfet de Dole (janvier 1806) Sous-préfet de Saint-Pol-sur-Ternoise (1811) Préfet du Ter (1812) | Fils de Louis-Julien de Roujoux Préfet des Pyrénées-Orientales (Cent-Jours) Préfet du Lot (1830) |